# Shane Carruth
Shane Carruth est un acteur, réalisateur et producteur américain, né en 1972 à Myrtle Beach en Caroline du Sud, aux États-Unis. Ingénieur de formation, il est également titulaire d'un diplôme universitaire en mathématiques.

## Filmographie
- 2004 : Primer. Shane Carruth est à la fois scénariste, réalisateur et acteur dans ce film. Il y interprète un des deux rôles principaux (Aaron). L'autre rôle principal (Abe) revenant à David Sullivan (en).
- 2013 : Upstream Color. Shane Carruth est à la fois scénariste, réalisateur et acteur dans ce film. Il y interprète un des deux rôles principaux (Jeff). L'autre rôle principal (Kris) revenant à Amy Seimetz.

## Récompenses
- 2004 : 2 prix au Festival du film de Sundance, le grand prix du jury et le prix Alfred P. Sloan pour Primer.
- 2005 : Primer comme Best Feature Film au Sci-Fi-London (en).

## Nominations
- 2004 : Sitges - Catalonian International Film Festival — catégorie meilleur film
- 2004 : Gotham Awards — catégorie meilleur film
- 2005 : Independent Spirit Awards — catégorie meilleur premier rôle (David Sullivan)/meilleur réalisateur/meilleur film/meilleur premier scénario
- 2005 : Fantasporto — catégorie meilleur film